# Jamel Thomas
Jamel Thomas (Brooklyn, Nueva York, 19 de julio de 1976) es un exjugador de baloncesto estadounidense que jugó dos temporadas en la NBA, además de hacerlo en la CBA, en la ABA y en varias ligas europeas. Con 1,98 metros de estatura, lo hacía en la posición de alero. Es hermanastro del también jugador profesional Sebastian Telfair, y primo de Stephon Marbury.

## Trayectoria deportiva

### Universidad
Jugó durante cuatro temporadas con los Friars del Providence College, en las que promedió 15,9 puntos, 5,9 rebotes y 2,0 asistencias por partido. En su temporada júnior fue incluido en el segundo mejor quinteto de la Big East, y al año siguiente en el primero. Acabó su carrera como tercer máximo anotador de la historia de su universidad.

### Profesional
Tras no ser elegido en el Draft de la NBA de 1999, firmó con los Cleveland Cavaliers, pero finalmente fue descartado antes del comienzo de la temporada. Dos meses después lo hizo como agente libre con los Boston Celtics, pero únicamente disputó tres partidos en los que promedió 3,7 puntos.
Pocos días después fichó por los Golden State Warriors, donde jugó cuatro partidos en los que promedió 1,4 puntos y 1,0 asistencias. Jugó posteriormente en ligas menores hasta que en 2001 fichó por New Jersey Nets, con los que solamente disputó 5 partidos en los que promedió 2,6 puntos y 1,8 rebotes.
A partir de ese momento inició su carrera internacional, jugando durante cinco temporadas en equipos de Grecia, Turquía e Italia. Jugó en el Beşiktaş turco una temporada, en la que promedió 14,5 puntos y 4,9 rebotes por partido, y en cinco equipos diferentes de la liga italiana, promediando en total 16,0 puntos y 4,9 rebotes.

## Estadísticas de su carrera en la NBA

### Temporada regular
| Temporada | Edad | Equipo                | Liga | Pos. | P  | TIT | MIN  | TC  | TCA | %TC  | 3P  | 3PA | %3P  | 2P  | 2PA | %2P  | TL  | TLA | %TL   | R.OF. | R.DEF. | REB | ASIS | ROB | TAP | PER | FP  | PTS |
| 1999-00   | 26   | TOTAL                 | NBA  | SF   | 7  | 0   | 6.6  | 1.1 | 2.6 | .444 | 0.0 | 0.4 | .000 | 1.1 | 2.1 | .533 | 0.1 | 0.1 | 1.000 | 0.1   | 0.6    | 0.7 | 0.9  | 0.1 | 0.0 | 0.7 | 0.3 | 2.4 |
| 1999-00   | 26   | Boston Celtics        | NBA  | SF   | 3  | 0   | 6.3  | 1.7 | 3.3 | .500 | 0.0 | 0.3 | .000 | 1.7 | 3.0 | .556 | 0.3 | 0.3 | 1.000 | 0.0   | 0.7    | 0.7 | 0.7  | 0.0 | 0.0 | 0.3 | 0.0 | 3.7 |
| 1999-00   | 26   | Golden State Warriors | NBA  | SF   | 4  | 0   | 6.8  | 0.8 | 2.0 | .375 | 0.0 | 0.5 | .000 | 0.8 | 1.5 | .500 | 0.0 | 0.0 |       | 0.3   | 0.5    | 0.8 | 1.0  | 0.3 | 0.0 | 1.0 | 0.5 | 1.5 |
| 2000-01   | 27   | New Jersey Nets       | NBA  | SF   | 5  | 0   | 11.2 | 1.2 | 3.8 | .316 | 0.2 | 0.6 | .333 | 1.0 | 3.2 | .313 | 0.0 | 0.0 |       | 0.8   | 1.0    | 1.8 | 0.0  | 0.6 | 0.0 | 1.2 | 1.2 | 2.6 |
| Total     |      |                       | NBA  |      | 12 | 0   | 8.5  | 1.2 | 3.1 | .378 | 0.1 | 0.5 | .167 | 1.1 | 2.6 | .419 | 0.1 | 0.1 | 1.000 | 0.4   | 0.8    | 1.2 | 0.5  | 0.3 | 0.0 | 0.9 | 0.7 | 2.5 |